# Limbo (linguagem de programação)
Limbo é uma linguagem de programação para escrever sistemas distribuídos e é usada para escrever aplicações para o sistema operativo Inferno.
O compilador de Limbo gera código objeto independente da arquitectura. O código é interpretado pela máquina virtual Dis ou compilada antes do tempo de execução para melhorar a sua prestação. Assim, todas as aplicações Limbo são completamente portáteis para todas as plataformas Inferno.

## Histórico da Linguagem
É uma linguagem de programação que foi desenvolvida pela Lucent Technologies Inc. para a execução de aplicações distribuídas de pouca escalabilidade (aplicações que executam sobre um número pequeno de nodos).

## Paradigmas a que ela pertence
É uma linguagem de programação imperativa , que apesar de rodar em cima de uma máquina virtual,não é considerada orientada a objetos, pois não possui suporte a herança e nem a definição de classes.

## Aplicações
É a linguagem utilizada para a criação de aplicações que rodam sobre a plataforma Inferno (Sistema Operacional), a qual é acompanhada por uma máquina virtual "DIS"  que possui um interpretador para a linguagem. 

## Exemplos de Códigos
Programa "Hello world":
```
 
implement
 
Command
;

 
include
 
"sys.m"
;

 
include
 
"draw.m"
;

    
sys
:
	
Sys
;

 
Command
:
 
module

 
{

     
init
:
 
fn
 
(
ctxt
:
 
ref
 
Draw
→
Context
,
 
argv
:
 
list
 
of
 
string
);

 
};

 
# The canonical "Hello world" program, enhanced

 
init
(
ctxt
:
 
ref
 
Draw
→
Context
,
 
argv
:
 
list
 
of
 
string
)

 
{

	
sys
 
=
 
load
 
Sys
 
Sys
→
PATH
;

	
sys
→
print
(
"Hello world
\n
"
);

	
for
 
(;
 
argv
!=
nil
;
 
argv
 
=
 
tl
 
argv
)

		
sys
→
print
(
"%s "
,
 
hd
 
argv
);

	
sys
→
print
(
"
\n
"
);

 
}

```

## Características da linguagem
A Limbo suporta as seguintes características:
- programação modular
- programação concorrente
- uma forte verificação de tipos, quer em tempo de compilação como em tempo de execução
- comunicação inter-processual
- colecção de lixo automática
- simples abstracção de tipo de dados